# Postcrossing

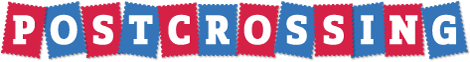
Het logo van Postcrossing.

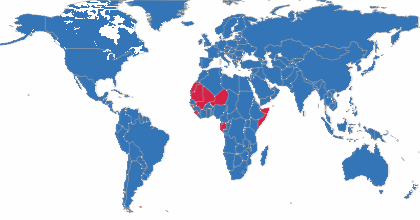
Landen die meedoen aan postcrossing zijn blauw, landen die niet meedoen zijn rood.

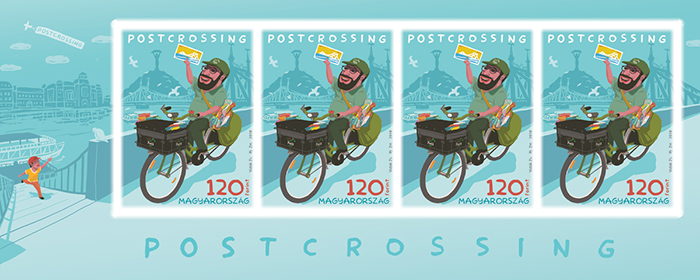
Speciaal ontworpen postzegel met Postcrossing als onderwerp. Te gebruiken in Hongarije.

Postcrossing is een internationaal briefkaart-uitwisselingsproject. Het werd op 14 juli 2005 opgezet door de uit Portugal afkomstige Paulo Magalhães. Postcrossing is nadien uitgegroeid tot een uitwisselingsproject met ruim 804.740 gebruikers (november 2023) uit 209 verschillende landen. In januari 2021 werd de 60.000.000ste postkaart die via Postcrossing werd verstuurd ontvangen.

## Werking
Nadat iemand op de website van Postcrossing een account heeft aangemaakt, kan hij als deelnemer een willekeurig adres aanvragen waarnaartoe hij een ansichtkaart moet sturen. In het begin kan iemand maximaal vijf adressen tegelijk opvragen, maar gaandeweg iemand steeds meer kaarten heeft verstuurd en deze ook zijn geregistreerd, kan iemand steeds meer adressen tegelijk opvragen.
Een kaart wordt geregistreerd doordat de ontvanger het zogenaamde "Postcard ID" op de website van Postcrossing invult. Dit is een code bestaande uit twee letters (over het algemeen de ISO-landcode) en enkele cijfers. Deze code dient de verzender op de kaart te schrijven. Is de verzender dit vergeten, dan kan de ontvanger hulp vragen van het Postcrossing-team om alsnog het ID te kunnen achterhalen, wat in verreweg de meeste gevallen lukt.
Wanneer een kaart is geregistreerd, wordt het adres van diegene die de kaart heeft verstuurd één keer vrijgegeven in de database. Een willekeurige andere deelnemer die daarna een adres opvraagt, krijgt dan dat adres en de verzender van de kaart kan dan ook een nieuwe kaart verwachten. Als een kaart na 60 dagen niet is geregistreerd, wordt deze aangemerkt als "expired" of '''verlopen''. De verzender mag dan toch een nieuw adres opvragen, zonder dat de kaart is geregistreerd, maar de kaart kan daarna nog wel worden geregistreerd. Na 365 dagen wordt de kaart in zijn geheel verwijderd en is registreren ook niet meer mogelijk.
Een gebruiker kan in het profiel aangeven of hij het wenselijk vindt om ook kaarten te versturen binnen de eigen landsgrenzen. Ook is het mogelijk dat een gebruiker deelneemt als een groep zoals een school of organisatie.

## Statistieken
Er nemen gemiddeld vijf keer zoveel vrouwen (65,1%) als mannen (13,5%) aan het project deel.
Afkomst leden
| Rang | Land        | Percentage |
| ---- | ----------- | ---------- |
| 1    | Rusland     | 14,4%      |
| 2    | Taiwan      | 13,3%      |
| 3    | China       | 9,1%       |
| 4    | USA         | 8,8%       |
| 5    | Duitsland   | 7,3%       |
| 6    | Nederland   | 4,9%       |
| 7    | Polen       | 4,1%       |
| 8    | Wit-Rusland | 4,0%       |
| 9    | Oekraïne    | 3,4%       |
| 10   | Tsjechië    | 2,7%       |